# Tomasz Tomiak
Tomasz Piotr Tomiak (født 17. september 1967 i Nowy Tomyśl, død 21. august 2020) var en polsk roer.
Tomiak var med til at vinde VM-bronze i firer med styrmand ved VM i 1991.
Han var også med i samme båd ved OL 1992 i Barcelona sammen med Wojciech Jankowski, Jacek Streich, Maciej Łasicki og styrmand Michał Cieślak. Efter en femteplads i indledende heat blev polakkerne nummer to i opsamlingsheatet, hvilket var tilstrækkeligt til at få dem i A-finalen. Her var Rumænien stærkest og sikrede sig guldet foran Tyskland, mens Polen sikrede sig den sidste plads på medaljepodiet med en bronzemedalje. Det blev sidste gang, denne disciplin var på det olympiske program.
Året efter var Tomiak med til at vinde VM-sølv i firer uden styrmand, men ellers blev det ikke til flere resultater fra den allerøverste top, inden han indstillede elitekarrieren i 1995.

## OL-medaljer
- 1992:  Bronze i firer med styrmand